# Макосланіт
Макосланіт (англ. mcauslanite) — мінерал класу фосфатів, арсенаті та ванадатів.

## Загальний опис
Хімічна формула: Fe3Al2(PO4)3(PO3OH)F∙18H2O. Містить (%): Al — 5,71; Fe — 15,72; P — 13,10; H — 3,94; O — 57,52; F — 2,01. Волокнисті, лейстовидні кристали, радіально-променеві агрегати. Сингонія триклінна. Твердість 3,5. Густина 2,22. Колір жовтувато-білий. Риса біла. Напівпрозорий. Блиск скляний. Спайність досконала. Рідкісний вторинний мінерал, що утворюється в неокиснених грейзенових зонах олов'яних шахт. Асоціює із фосфофілітом, вівіанітом, чилдренітом. Осн.знахідка: оловяна шахта Східний Кемптвіл (East Kemptville), Канада. Названо на честь Девіда Макослона (dr. David A. McAuslan) — геолог Shell Canada Resources Ltd.